# Рикетсон, Гейл
Гейл Сюзан Рикетсон (англ. Gail Susan Ricketson; род. 12 сентября 1953, Платсберг, Нью-Йорк) — американская гребчиха, выступавшая за сборную США по академической гребле во второй половине 1970-х годов. Бронзовая призёрка летних Олимпийских игр в Монреале, победительница и призёрка регат национального значения.

## Биография
Гейл Рикетсон родилась 12 сентября 1953 года в городе Платсберг, штат Нью-Йорк.
Во время учёбы в Университете Нью-Гэмпшира серьёзно занималась академической греблей и лыжными гонками, неоднократно принимала участие в различных студенческих соревнованиях, в том числи трижды становилась национальной чемпионкой. Позже проходила подготовку в гребном клубе College Boat Club в Филадельфии.
Первого серьёзного успеха в своей спортивной карьере добилась в сезоне 1976 года, когда вошла в основной состав американской национальной сборной и благодаря череде удачных выступлений удостоилась права защищать честь страны на летних Олимпийских играх в Монреале. Совместно с партнёршами по сборной Линн Силлиман, Анитой Дефранц, Кэри Грейвз, Марион Грег, Энн Уорнер, Пегги Маккарти, Кэрол Браун и Джеки Зок финишировала в распашных рулевых восьмёрках третьей позади экипажей из Западной Германии и Советского Союза, получив тем самым бронзовую олимпийскую медаль.
После монреальской Олимпиады Рикетсон осталась в составе гребной команды США на ещё один олимпийский цикл и продолжила принимать участие в крупнейших международных регатах. Так, в 1979 году она выступила на чемпионате мира в Бледе, где в программе парных рулевых четвёрок заняла итоговое шестое место.
Пыталась пройти отбор на Олимпийские игры 1980 года в Москве, но не смогла квалифицироваться в олимпийскую сборную и на этом завершила спортивную карьеру.
Впоследствии тренировала начинающих гребцов в своём клубе College Boat Club в Филадельфии, некоторое время занимала должность помощницы главного тренера в гребной команде Пенсильванского университета.
Будучи по образованию микологом, позже работала техником в медицинской лаборатории.